# Piotr Szulkin
Piotr Szulkin (Danzica, 26 aprile 1950 – Varsavia, 3 agosto 2018) è stato un regista e sceneggiatore polacco.

## Biografia
Szulkin si è formato presso la Scuola nazionale di cinema, televisione e teatro Leon Schiller di Łódź. In seguito, si è dedicato anche all'insegnamento, sempre nello stesso Istituto.
I suoi primi lavori toccano l'arte dell'animazione e il documentario. Attorno agli anni Ottanta dirige la tetralogia fantascientifica Apocalisse composta da Golem (1980), Wojna światów – następne stulecie (1981), O-Bi, O-Ba. Koniec cywilizacji (1984) e Ga, Ga. (1985).
Nel corso della sua carriera, il regista polacco è stato premiato al Fantasporto e al Festival internazionale del film fantastico di Avoriaz.

## Filmografia
- Dziewce z ciortom (1975)
- Oczy uroczne (1977)
- Kobiety pracujące (1978)
- Golem (1980)
- Wojna światów – następne stulecie (1981)
- O-Bi, O-Ba. Koniec cywilizacji (1984)
- Ga, Ga. (1985)
- Femina (1990)
- Mięso (Ironica) (1993)
- Ubu Król (2003)